# 薩烏薩區
薩烏薩區（西班牙語：Distrito de Sausa），是秘魯的一個區，位於該國中部胡寧大區的豪哈省，始建於1965年2月24日，面積4.5平方公里，海拔高度3,380米，2005年人口2,892，人口密度每平方公里640人。